# Los Angeles Lakers 1973-1974
La stagione 1973-74 dei Los Angeles Lakers fu la 25ª nella NBA per la franchigia.
I Los Angeles Lakers vinsero la Pacific Division della Western Conference con un record di 47-35. Nei play-off persero la semifinale di conference con i Milwaukee Bucks (4-1).

## Roster
| N° | Naz.                   | Ruolo | Sportivo          | Anno | Alt. |     |
| -- | ---------------------- | ----- | ----------------- | ---- | ---- | --- |
| 3  | Stati Uniti (bandiera) | C     | Elmore Smith      | 1949 | 213  | 113 |
| 12 | Stati Uniti (bandiera) | GA    | Pat Riley         | 1945 | 193  | 93  |
| 15 | Stati Uniti (bandiera) | G     | Jim Price         | 1949 | 191  | 88  |
| 20 | Stati Uniti (bandiera) | G     | Nate Hawthorne    | 1950 | 193  | 86  |
| 24 | Stati Uniti (bandiera) | AC    | Kermit Washington | 1951 | 203  | 104 |
| 25 | Stati Uniti (bandiera) | G     | Gail Goodrich     | 1943 | 185  | 77  |
| 31 | Stati Uniti (bandiera) | AC    | Mel Counts        | 1941 | 213  | 104 |
| 32 | Stati Uniti (bandiera) | AC    | Bill Bridges      | 1939 | 196  | 103 |
| 33 | Stati Uniti (bandiera) | A     | Travis Grant      | 1950 | 201  | 98  |
| 34 | Stati Uniti (bandiera) | A     | Stan Love         | 1949 | 206  | 98  |
| 42 | Stati Uniti (bandiera) | AC    | Connie Hawkins    | 1942 | 203  | 95  |
| 44 | Stati Uniti (bandiera) | GA    | Jerry West        | 1938 | 188  | 79  |
| 52 | Stati Uniti (bandiera) | A     | Happy Hairston    | 1942 | 201  | 102 |

## Staff tecnico
- Allenatore: Bill Sharman
- Vice-allenatore: John Barnhill